# It's Only Rock'n Roll
It's Only Rock'n Roll je album The Rolling Stones vydané v roce 1974. Jde o poslední album kapely, na kterém spolupracoval Mick Taylor, protože v prosinci 1974 z The Rolling Stones odešel.
Dvanácté studiové album Rolling Stones se, částečně právem, stalo symbolem slabého, dekadentního období v historii této formace. Evidentně mělo reprezentovat břitký, ryzí rock v kontrastu s předcházejícím hutným, melodickým a soulem inspirovaným Goats Head Soup. Třebaže It's Only Rock'n Roll jistě nepatří k vrcholům tvorby legendární skupiny, stále se o něm nedá hovořit jako o odbyté, nebo vyloženě slabé desce. Spíše jej poznamenaly nedostatek nové inspirace a neshody mezi vůdčí dvojicí kapely Jagger/Richards a odcházejícím Mickem Taylorem, který byl už delší dobu přehlížen jako skladatel, dokonce mu nebylo přiznáno spoluautorství několika písní, na jejichž vzniku se podílel. Při nahrávání této desky jej také poprvé zastoupil budoucí Stone Ron Wood, a to v titulní nahrávce, která se okamžitě stala hitem. Navzdory až příliš výrazné inspiraci tvorbou skupiny T-Rex patří tento šlágr k silnějším okamžikům alba. Celkově průměrnou úroveň pozvedá také "Fingerprint File", která jakožto ryzí funk předznamenává následující album, dále filosofická "Time Waits For No One", "Luxury", svým aranžmá upomínající na zlaté časy Exile On Main St a krásná, bluesová balada o soužití ženy a muže "If You Really Want To Be My Friend". Zbytek desky je bohužel tvořen stereotypními a slabými skladbami, za všechny jmenujme akustickou "Till The Next Goodbye" a tuctovou vypalovačku "Dance Little Sister". Vůči šedě průměrnému albu It's Only Rock'n'Roll byla dobová kritika snad až příliš odmítavá. Jako všechny nahrávky Rolling Stones, i tato má své osobité rysy a silné momenty. Ovšem v menší míře než vynikající, nesmrtelné počiny jako Beggars Banquet, Exile on Main Street, Some Girls či Tattoo You.

## Seznam skladeb
Autory jsou Mick Jagger a Keith Richards, pokud není uvedeno jinak.
1. "If You Can't Rock Me" – 3:47
2. "Ain't Too Proud to Beg (Norman Whitfield/Eddie Holland) – 3:31
3. "It's Only Rock'n Roll (But I Like It)" – 5:07
4. "Till The Next Goodbye" – 4:37
5. "Time Waits for No One" – 6:38
6. "Luxury" – 5:01
7. "Dance Little Sister" – 4:11
8. "If You Really Want To Be My Friend" – 6:17
9. "Short And Curlies" – 2:44
10. "Fingerprint File" – 6:33

## Žebříčky
| Rok       | Žebříček                                  | Pozice |
| --------- | ----------------------------------------- | ------ |
| 1974 1975 | UK Top 50 Albums UK Top 50 Albums         | 2 49   |
| 1974 1975 | Billboard Pop Albums Billboard Pop Albums | 1 12   |

| Rok  | Singl                    | Žebříček              | Pozice |
| ---- | ------------------------ | --------------------- | ------ |
| 1974 | "It's Only Rock'n Roll"  | UK Top 50 Singles     | 10     |
| 1974 | "It's Only Rock'n Roll"  | The Billboard Hot 100 | 16     |
| 1974 | "Ain't Too Proud To Beg" | The Billboard Hot 100 | 17     |